# Adolf Heusinger
Adolf Bruno Heinrich Ernst Heusinger (Holzminden; 4 de agosto de 1897; Colonia; 30 de noviembre de 1982) fue un general alemán y también el primer inspector general de la Bundeswehr de 1957 a 1961. 
Durante su vida Heusinger sirvió en cuatro ejércitos alemanes: de 1915 a 1918 sirvió en el Ejército del Imperio Alemán, de 1920 a 1935 en la Reichswehr, de 1935 a 1945 en la Wehrmacht, en la que dirigió de 1937 a 1944 el Departamento de Operaciones del Estado Mayor en el Alto Mando del Ejército. De 1955 a 1964, Heusinger fue finalmente soldado de la recién fundada Bundeswehr, en la que desempeñó un papel clave en su creación. Al final, Heusinger fue también presidente del Comité Militar de la OTAN.

## Biografía

### Vida hasta 1945
Su padre era el profesor de secundaria Ludwig Heusinger (1862-1924). Nació en Gandersheim y se convirtió más tarde en director de la escuela secundaria en Helmstedt. Su madre Charlotte, que murió en 1913, provenía de la noble familia von Alten de Helmstedt. Su hermano menor, Bruno Heusinger, se convirtió más tarde en presidente del Tribunal Federal de Justicia. Adolf Heusinger asistió al instituto de Holzminden de 1907 a 1910 y al instituto humanístico Julianum de Helmstedt de enero de 1911 a 1915. El 13 de abril de 1913 murió su madre. 

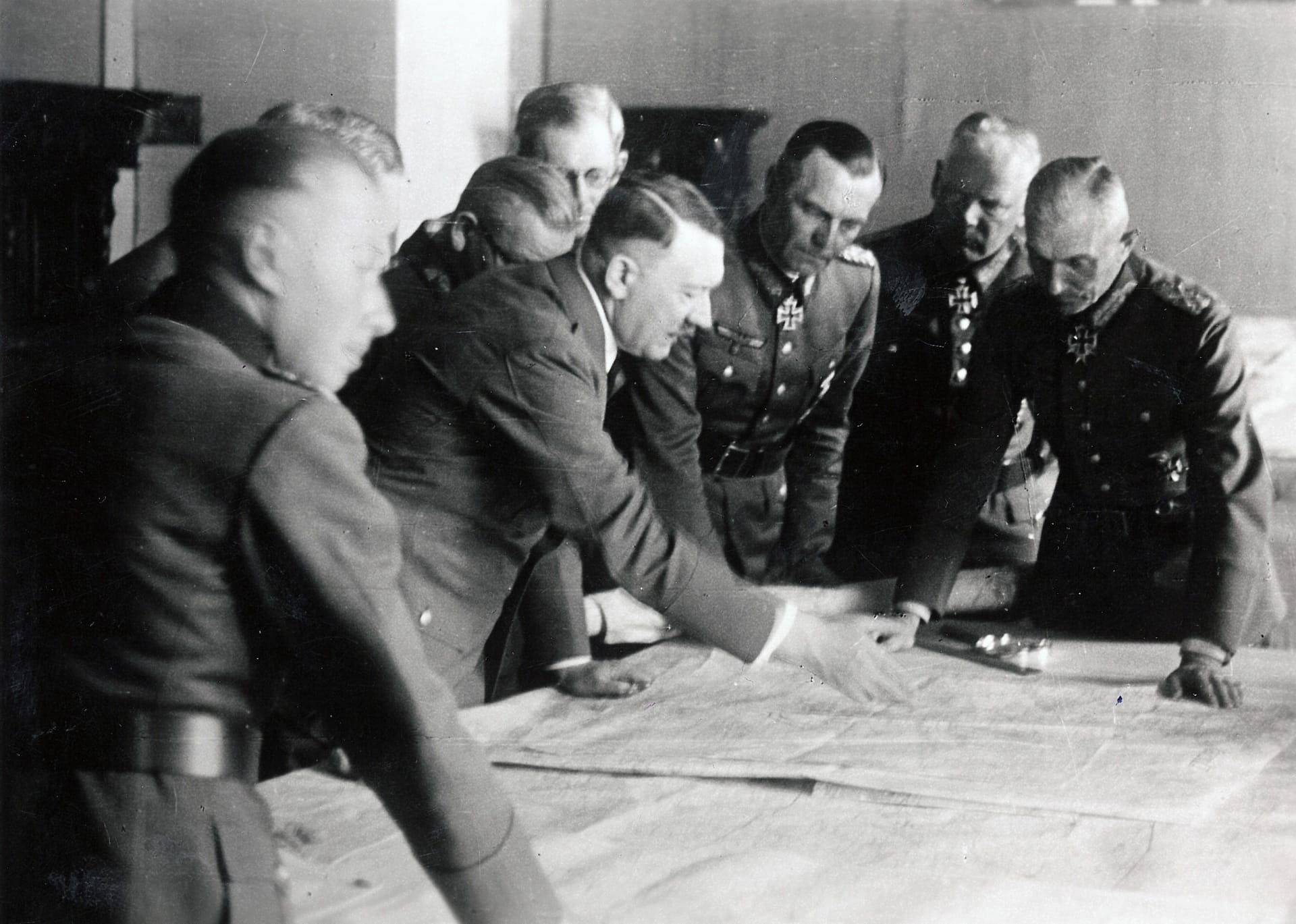
Heusinger (extremo izquierdo) en una reunión informativa con Hitler, 1 de junio de 1942

Tras el estallido de la Primera Guerra Mundial, Heusinger completó su entrenamiento premilitar en noviembre de 1914. En 1915 dejó la escuela con un diploma de escuela secundaria y se unió al 7.º ejército como voluntario (Fahnenjunker) el 17 de junio de 1915 en el Regimiento de Infantería de Turingia n.º 96 en Gera. De agosto a noviembre de 1915 realizó un curso de formación en Döberitz. Desde diciembre de 1915 hasta junio de 1916 Heusinger estuvo destinado en el campo de batalla. A esto le siguió una herida y una recuperación en el hospital de guerra de Dun, en el hospital de reserva de Hildburghausen y en el hospital de reserva de Helmstedt. Regresó a la tropa en agosto de 1916. De septiembre a noviembre de 1916 Heusinger completó el duodécimo curso de ciencias militares en Erfurt. En noviembre se convirtió en oficial de compañía. A esto le siguió un curso de protección de gas en Gante (1916) y un curso de ametralladoras en Solesmes (1917). En marzo de 1917 él se convirtió en ayudante adjunto de batallón y en abril de 1917 en oficial de inteligencia. El 4 de julio de 1917 Heusinger fue ascendido a teniente. En otoño de 1917, fue herido gravemente y los británicos pudieron así hacerlo prisionero de guerra en Flandes. Hasta diciembre de 1919, Heusinger se encontraba desde entonces en un campo de prisioneros en Yorkshire, Inglaterra.
Después de su despido del campo, comenzó a estudiar derecho y ciencias políticas en la Universidad de Gotinga, pero, después de algunas paradas, él volvió otra vez a prestar juramento en el ejército en mayo de 1920 y se unió luego en Kassel al 15.° Regimiento de Infantería de la Reichswehr como teniente en octubre de 1920. El 31 de julio de 1925 Heusinger recibió el ascenso a primer teniente. En febrero de 1927 aprobó el examen del distrito militar como el mejor de su año. Después fue transferido al 5.° Regimiento de Artillería. De 1927 a 1929 Heusinger participó en la formación de asistentes de líderes en la 5.ª División en Stuttgart. Luego fue trasladado al personal de la 3.ª División y a un curso para asistente de líderes en el Ministerio de la Reichswehr en Berlín. En octubre de 1929 Heusinger fue trasladado a la oficina de la comandancia en Berlín. De 1930 a 1934 sirvió como oficial del Estado Mayor en el Departamento de Operaciones de la oficina de tropas del Ministerio de la Reichswehr.
El 23 de septiembre de 1931, Heusinger se casó en Kassel con la historiadora de arte e hija de un médico, Gerda Luise Krüger (17 de agosto de 1907). Con ella tuvo dos hijas (Ruth (n. 21 de julio de 1932) y Ada (n. 1 de junio de 1939)).
El 1 de octubre de 1932, Heusinger fue ascendido a capitán. De 1934 a 1935 él fue comandante de compañía en el 2.° Batallón del 18.º Regimiento de Infantería en Paderborn y de 1935 a 1937 fue Primer Oficial de Estado Mayor (Ia) de la 1.ª División de Infantería en Allenstein. Allí fue ascendido a mayor el 16 de marzo de 1936 y sirvió en la 11.ª División de Infantería. Para el período comprendido entre el 17 de junio y el 10 de julio de 1937, la Oficina de Personal del Ejército le permitió ir de vacaciones al extranjero a Schwarzort, que está situado en el Territorio de Memel, anexada por Lituania. De agosto de 1937 a 1944 Heusinger sirvió en el Departamento de Operaciones del Estado Mayor del Alto Mando del Ejército en Berlín. Tuvo durante ese tiempo un papel decisivo en los planes de agresión militar contra Checoslovaquia en 1938/39.
Heusinger fue ascendido a teniente coronel el 20 de marzo de 1939 y a coronel el 1 de agosto de 1940. En su área de responsabilidad fue reclutado directamente para la preparación y ejecución del ataque alemán a Polonia el 1 de septiembre de 1939, conocido como el caso Weiss. Desde el 15 de octubre de 1940 fue jefe del Departamento de Operaciones del Estado Mayor del Alto Mando del Ejército (OKH), responsable de la gestión estratégica y operativa de las unidades del ejército. En este cargo quedó envuelto en la preparación y el inicio del ataque a la Unión Soviética en junio de 1941, conocido como Operación Barbarroja. Ya en marzo de 1941, el OKH, representado por Halder, Heusinger y Eduard Wagner, había sido informado por Hitler de que la guerra en Rusia se libraría como una “lucha de aniquilación”. Además Heusinger también participó significativamente en la preparación de la Operación Azul, la ofensiva de verano de 1942 de la Wehrmacht durante la guerra germano-soviética, planificada para el verano de 1942. Hasta entonces, Heusinger y el jefe del Estado Mayor, Franz Halder, no habían podido imponerse a Adolf Hitler en el conflicto sobre la dirección de esta “Segunda Campaña en Rusia”. Ambos hubieran preferido un avance hacia Moscú en lugar de hacia Stalingrado/Cáucaso.
Desde agosto de 1942, Heusinger coordinó la “lucha contra los partisanos” en los territorios ocupados y en su departamento de organización hizo redactar “directrices para la lucha contra las bandas”. Como testigo en los juicios de Núremberg, Heusinger testificó que el trato dado a la población civil y los métodos de lucha contra las pandillas en la zona de operaciones brindaron a los más altos dirigentes políticos y militares una buena oportunidad para llevar a cabo sus objetivos, para ser más precisos, la " reducción sistemática de los pueblos eslavos y judíos". Mientras que el biógrafo de Heusinger, Georg Meyer, afirma que, a pesar de todo, trató a la población civil con comprensión para privar a los partisanos de su base de operaciones, Johannes Hürter considera que esta evaluación no concuerda con el hecho respecto a la sugerencia de Heusinger de hacer una evacuación implacable de una franja de 50 kilómetros a ambos lados de las líneas de suministro.
El 23 de diciembre de 1941, Heusinger fue ascendido a general de división con efecto a partir del 1 de diciembre de 1941 y más tarde a teniente general el 21 de enero de 1943. Después de que el coronel general Kurt Zeitzler cayera enfermo, Heusinger recibió el encargo de representarlo en julio de 1944 y así sirvió como Jefe del Estado Mayor del Ejército durante unas dos semanas.
Heusinger conocía los planes de los conspiradores del intento de asesinato contra Hitler. Sin embargo, no participó en la planificación y ejecución reales. A pesar de darse cuenta de que la guerra estaba perdida, el teniente general consideró que debía cumplir con su deber como soldado. Al parecer no tenía ni idea de que el ataque era inminente. El 20 de julio de 1944, estaba justo al lado de Hitler cuando explotó la bomba que Claus Schenk Graf von Stauffenberg había dejado en su maletín en el lugar antes de irse de allí sin él. Heusinger sufrió heridas en la cabeza, los brazos y las piernas. Luego fue transferido a la reserva de liderazgo. El 23 de julio de 1944 fue arrestado por la Gestapo en el hospital de Rastenburg, pero fue puesto en libertad en octubre de 1944 ya que no se le pudo probar nada en su contra. Durante su estancia en prisión, también escribió un "memorial", que fue bien recibido por Hitler, en el que no hablaba del 20 de julio de 1944, sino de los acontecimientos militares generales.
El 6 de septiembre de 1944, el nuevo Jefe del Estado Mayor del Ejército, Heinz Guderian, recibió permiso de Hitler para establecer un Landsturm junto con la SA para defender el Este. Martin Bormann tomó esta iniciativa y convenció a Hitler el 14 de septiembre para que confiara al NSDAP la organización de las nuevas asociaciones. El 25 de septiembre de 1944 se emitió el decreto del Führer para formar el Volkssturm. Dado que Guderian escribió más tarde que su sugerencia había retomado un plan del departamento de organización de Heusinger, Heusinger también fue visto como el creador intelectual del Volkssturm. Sin embargo Heusinger cuestionó la versión de Guderian en 1956, dos años después de su muerte. Su plan para una “tormenta terrestre” tenía como único objetivo evacuar Prusia Oriental, mientras que, en su opinión, los civiles armados no tenían lugar en la guerra moderna.
Poco antes del final de la guerra, el 25 de marzo de 1945, Heusinger fue nombrado primer jefe del recién creado Departamento de Cartografía y Topografía de la Wehrmacht, pero no volvió a asumir sus funciones.

### Después de la Segunda Guerra Mundial
Hasta mediados de abril de 1945, Heusinger vivió disfrazado de civil en Walkenried, en las montañas de Harz. Tras el final de la guerra, Heusinger fue hecho prisionero por los estadounidenses. De 1945 a 1948 estuvo bajo supervisión aliada. Durante este tiempo testificó varias veces en los Juicios de Núremberg.
Al comienzo de la Guerra Fría, Heusinger decidió personalmente en 1948 trabajar con la organización Gehlen del ex general Reinhard Gehlen en el antiguo asentamiento del Reich Rudolf Heß en Pullach. De 1948 a 1950 fue jefe de evaluación de la organización Gehlen y entre otras cosas, bajo el nombre en clave Adolf Horn, responsable de averiguar la situación militar en la Unión Soviética. En 1947, Heusinger también se convirtió en adjunto de Franz Halder en la dirección del departamento alemán del grupo de investigación de historia militar del ejército de los Estados Unidos. Según el historiador militar Rolf-Dieter Müller, junto con Gehlen y Halder, en sus retratos de posguerra distrajo de la responsabilidad compartida de los generales y, por tanto, de su propia culpa de guerra, al planificar el ataque a la Unión Soviética y trató de poner a “Hitler como el único culpable de la Guerra del Este y retratar el fracaso de un plan de campaña supuestamente ingenioso".

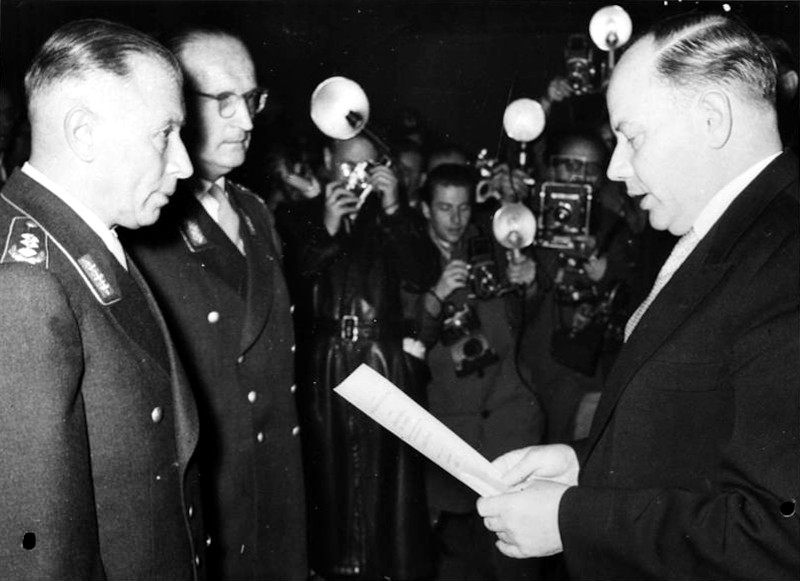
El teniente general Adolf Heusinger y el teniente general Hans Speidel con el ministro federal de Defensa, Theodor Blank, entregando los certificados de nombramiento de los primeros 101 voluntarios de la Bundeswehr

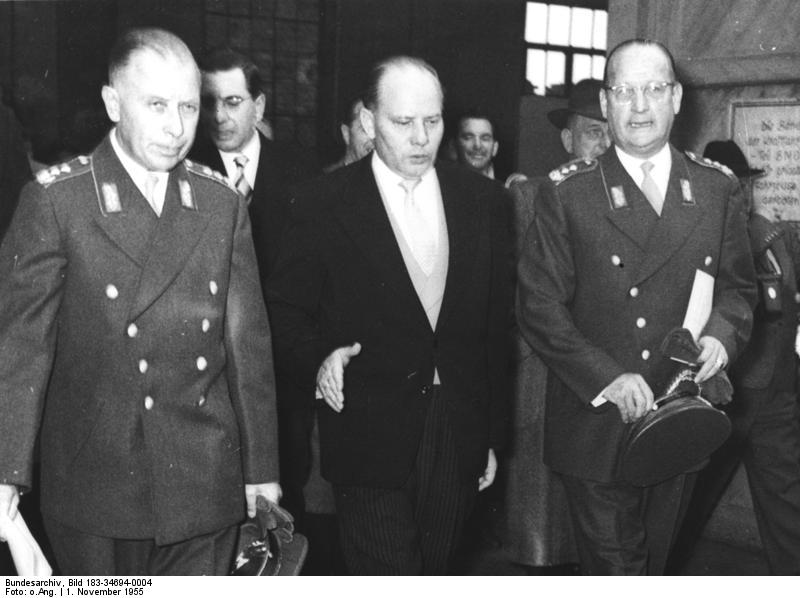
Heusinger (izquierda) con Theodor Blank y Hans Speidel en 1955

En 1950 publicó el libro autobiográfico Befehl im Widerstreit, Schicksalsstunden der deutschen Armee 1923–1945. En diciembre de 1950 se convirtió en asesor del gobierno federal de Alemania Occidental bajo la dirección del canciller Konrad Adenauer para las conversaciones de Petersberg con los aliados. Participó en varias reuniones con el Alto Comisionado estadounidense John Jay McCloy y más tarde con Samuel Reber, así como con el general estadounidense George Price Hays. El 22 de enero de 1951 participó con Adenauer y Hans Speidel en una reunión con McCloy y el Comandante Supremo Aliado en Europa Dwight D. Eisenhower, donde se supo que Eisenhower tenía en gran estima respecto a los dos ex generales y que de forma positiva quería reclutarlos en provecho de la idea de una Comunidad de Defensa de la Unión Europea (EVG).
A partir de 1952, Heusinger se convirtió en jefe del departamento militar de la oficina Blank, antecesora del Ministerio Federal de Defensa, que comenzó a funcionar en 1955. De 1955 a 1957 presidió el Consejo de Dirección Militar.
El 12 de noviembre de 1955, Heusinger recibió del presidente federal Theodor Heuss el certificado de nombramiento como teniente general y así se convirtió en uno de los primeros generales de las recién formadas fuerzas armadas de la República Federal de Alemania. Desde el 1 de marzo de 1957 fue jefe del Departamento de las Fuerzas Armadas. El 1 de junio del mismo año Heusinger recibió el ascenso a general y el nombramiento como primer inspector general de la Bundeswehr. En junio de 1957, los miembros del Comité de Evaluación de Personal criticaron el hecho de que el gobierno federal hubiera nombrado al general Heusinger como primer inspector general de la Bundeswehr sin discutir primero esta intención con el comité. Al examinar a Heusinger para su reclutamiento en la Bundeswehr, el comité de evaluación de personal declaró que Heusinger no era apto para la Bundeswehr.
Después del grave accidente ocurrido en Iller el 3 de junio de 1957, en el que murieron 15 militares, Heusinger fundó la Organización de Ayuda a los Soldados. Desde 1961 hasta el 26 de febrero de 1964, fue presidente del Comité Militar de la OTAN en Washington D. C., EE. UU., y coiniciador de la estrategia nuclear de la Respuesta Flexible de la OTAN, que se utilizó a partir de 1967. En diciembre de 1961, la Unión Soviética exigió sin éxito que Estados Unidos extraditara a Heusinger por crímenes de guerra cometidos por el general alemán durante la Segunda Guerra Mundial. En agosto de 1963, Adolf Heusinger recibió la Gran Cruz al Mérito con Estrella y Cinta en el Hombro de la Orden del Mérito de la República Federal de Alemania.
Heusinger apoyó la posición de Francia en la Guerra de Argelia, ya que era importante impedir a toda costa la expansión del comunismo. En 1958, recibió el segundo premio más importante del gobierno de Corea del Sur. Heusinger rechazó una zona libre de armas nucleares en Europa Central porque el “vacío” militar resultante pondría en peligro la existencia de la República Federal Alemana.
Heusinger se jubiló el 1 de abril de 1964. El 20 de junio de 1966 participó en las celebraciones del décimo aniversario de la guarnición de la Bundeswehr en su ciudad natal de Holzminden. El Premio General Heusinger existe desde el 4 de agosto de 1967, con el que se premia anualmente a un participante en el curso de estado mayor en la Academia de Mando de la Bundeswehr por sus logros destacados.
Adolf Heusinger murió el 30 de noviembre de 1982 en Colonia. El 31 de octubre de 1986, uno de los cuarteles de la escuela de infantería de Hammelburg recibió el nombre de Cuartel General Heusinger. En su ciudad natal, Holzminden, la calle Heusingerstrasse, cerca del cuartel de los pioneros en Solling (antes cuartel de Medem), lleva su nombre.

## Promociones y condecoraciones

### Promociones
- 18 de octubre de 1915: Cabo
- 31 de marzo de 1916: Alférez
- 4 de julio de 1916: Teniente
- 31 de julio de 1925: Primer teniente
- 1 de octubre de 1932: Capitán
- 1 de marzo de 1936: Mayor
- 1 de abril de 1939: Teniente coronel
- 1 de agosto de 1940: Coronel
- 1 de diciembre de 1941: Mayor general
- 1 de enero de 1943: Teniente general
- 12 de noviembre de 1955: Teniente General
- 1 de junio de 1957: General

### Condecoraciones
- Cruz de Hierro (1914) 2.ª y 1.ª clase[14]
- Cruz al Mérito en la Guerra de Brunswick 2.ª clase[14]
- Cruz Rusa de Honor 3.ª clase con espadas [14]
- Medalla de Plata al Mérito de Reuss con espadas[14]
- Medalla de herido (1918) en negro[14]
- Premio al largo servicio de la Wehrmacht 2.ª clase
- Cierre de Cruz de Hierro de 2.ª y 1.ª clase
- Cruz al Mérito de Guerra (1939) 2.ª y 1.ª clase con espadas
- Cruz de la Libertad de 1.ª clase con espadas
- Medalla de herido 20 de julio de 1944[15]
- Legión de Mérito (Comandante) (1960)
- Gran Cruz al Mérito de la Orden del Mérito de la República Federal de Alemania con estrella y cinta al hombro (1963)

## Obras
- Befehl im Widerstreit – Schicksalsstunden der deutschen Armee 1923–1945. Rainer Wunderlich Verlag Hermann Leins, Tübingen 1950. (en alemán).
- con Franz Josef Strauß: Der Offizier in der geistigen und politischen Situation der Gegenwart. Verlag Dr. Haus, Darmstadt 1957. (en alemán).
- Reden 1956–1961. Boldt Verlag, Boppard am Rhein 1961. (en alemán).

## Películas
- El caso Heusinger (RDA 1959, dirigida por Joachim Hellwig).
- Entrevista televisiva de Heusinger con Heinz Werner Hübner . En: Compañía Barbarroja. La prehistoria de la guerra rusa. Un reportaje de Heinz Werner Hübner, emitido por la Radio de Alemania Occidental el 21 de junio de 1966.